# El xiquet desaparegut
El xiquet desaparegut (títol original en suec, Maria Wern – Pojke försvunnen) és una pel·lícula de 2011 dirigida per Charlotte Berlin i  Leif Lindblom. Representa el quart llargmetratge sobre la inspectora Maria Wern, intepretada per Eva Röse. La pel·lícula està basada en la novel·la homònima d'Anna Jansson, publicada el 2007. A més de Röse, el repartiment també inclou Allan Svensson, Peter Perski, Ulf Friberg i Tanja Lorentzon. S'ha doblat al valencià per a À Punt, que va estrenar-lo el 9 de juliol de 2023.